# Phyllotymolinidae
Phyllotymolinidae is een familie van kreeftachtigen uit de klasse van de Malacostraca (hogere kreeftachtigen).

## Geslachten
- Genkaia Miyake & Takeda, 1970
- Lonchodactylus Tavares & Lemaitre, 1996
- Phyllotymolinum Tavares, 1993